# Stylochonidae
Famille
Les Stylochonidae sont une famille de Ciliés de la classe des Phyllopharyngea.

## Étymologie
Le nom de la famille vient du genre type Stylochona, dérivé du grec στυλοσ  / stylos, « colonne, pilier », et χονα / chona « entonnoir », littéralement « entonnoir (sur un) pilier », peut-être en référence à tige, parfois longue, sur laquelle se dresse ce cilié.

## Description
Les Stylochonidae ont une taille petite (< 80 µm) à moyenne (80-200 µm). Leur forme est triangulaire ou rhomboïde, comme une feuille, nettement aplatie dorsoventralement. Ils possèdent des épines pouvant être grandes, allongées ou structurées en rangées de papilles. Leur cône est aplati et droit. On y observe une marge conique souvent épineuse, avec des poches et des plis dans la paroi conique, et un collier très court. Leur ciliation se compose d’un important champ droit et d’un champ gauche parfois réduit à une bande presque verticale. Ils sont sessiles avec une tige de longueur variable, parfois inhabituellement longue. Leur crypte est souvent très profonde. Le macronoyau est hétéromère et ellipsoïde. Au moins un micronoyau est présent. Ils n’ont pas de vacuole contractile, ni de cytoprocte. Leur mode d’alimentation est inconnu.

## Habitat
Les Stylochonidae vivent en milieu marin, sur des crustacés Nebaliidés.

## Liste des genres
Selon GBIF (25 août 2024) :
- Armichona Jankowski, 1973
- Dentichona Jankowski, 1973
- Eriochona Jankowski, 1973
- Flectichona Jankowski, 1973
- Oxychonina Corliss, 1979
- Spinichona Jankowski, 1973
- Stylochona Kent, 1881 genre type
  - Espèce type : Stylochona coronata Kent, 1881

Selon Lynn (2010) :
- Armichona Jankowski, 1973
- Ctenochona Jankowski, 1973
- Dentichona Jankowski, 1973
- Eriochona Jankowski, 1973
- Flectichona Jankowski, 1973
- Oxychonina Corliss, 1979
- Paraoxychona Jankowski, 1973
- Pterochona Jankowski, 1973
- Spinichona Jankowski, 1973
- Stylochona Kent, 1881 genre type

## Systématique
Le nom valide de ce taxon est Stylochonidae Mohr (d), 1948.